# Jesús del Pino Corrochano
Jesús del Pino Corrochano (Segurilla, província de Toledo, 9 de setembre de 1990) és un ciclista espanyol, professional des del 2013. Actualment corre a l'equip Efapel.
Bon escalador, en el seu palmarès destaca la Volta al Japó de 2009 o la Volta a la Comunitat de Madrid de 2010.

## Palmarès
- 2013
  - Vencedor d'una etapa al Tour del País de Savoia
- 2017
  - 1r a la Volta Internacional Cova da Beira